# 谢承仁
谢承仁（1924年9月14日—2013年1月7日），湖北松滋人，中国历史学家、传记作家。北京师范学院历史系教授。

## 生平
1924年9月14日生。湖北省松滋县人。幼年在私塾读书。毕业于湖南澧县弘毅小学。1945年毕业于四川长寿县国立十二中，之后在县立中心小学任教，2个月后因伯父病逝回老家松滋，曾任街河市中学英语教员。
1946年赴上海考大学，1950年毕业于北京大学史学系。1950年至1957年任北京一中历史教师。自1955年起，一直在北京师范学院工作，历任中国近现代史教研室主任、中国近代史教研室主任等职。主要从事明清史及中国近代思想史的教学和科研工作。1993年开始享受国务院政府特殊津贴。
2004年将个人所藏一千多件清代档案资料捐赠给国家清史编纂委员会。2013年1月7日去世，享年89岁。

## 出版物
主要著作有《1645年江阴人民守城的故事》、《戚继光》、《庚辛奉天书简集》等。代表性论文有《杨守敬生年辨正》、《明朝后期满汉两族统治阶级之间的斗争》、《论清初社会的主要矛盾》等。
曾协助吴晗编写《中国历史常识》。整理古籍《庚辛奉天书简集》、《杨守敬集》。